# Ingérop
Ingérop est un groupe français indépendant, acteur majeur de l'ingénierie et du conseil en mobilité durable, transition énergétique et cadre de vie. Le siège social est basé à Rueil-Malmaison (France) et le groupe emploie près de 3 500 employés. Son chiffre d'affaires 2024 est de 458 M€ dont 69% à l'international. Certifié ISO 9001, ISO 14001 et ISO 45001, le groupe a acquis une solide notoriété dans l’ensemble des métiers de la construction : bâtiment, eau, énergie, industrie, infrastructure & mobilité, transport, ville.

## Histoire

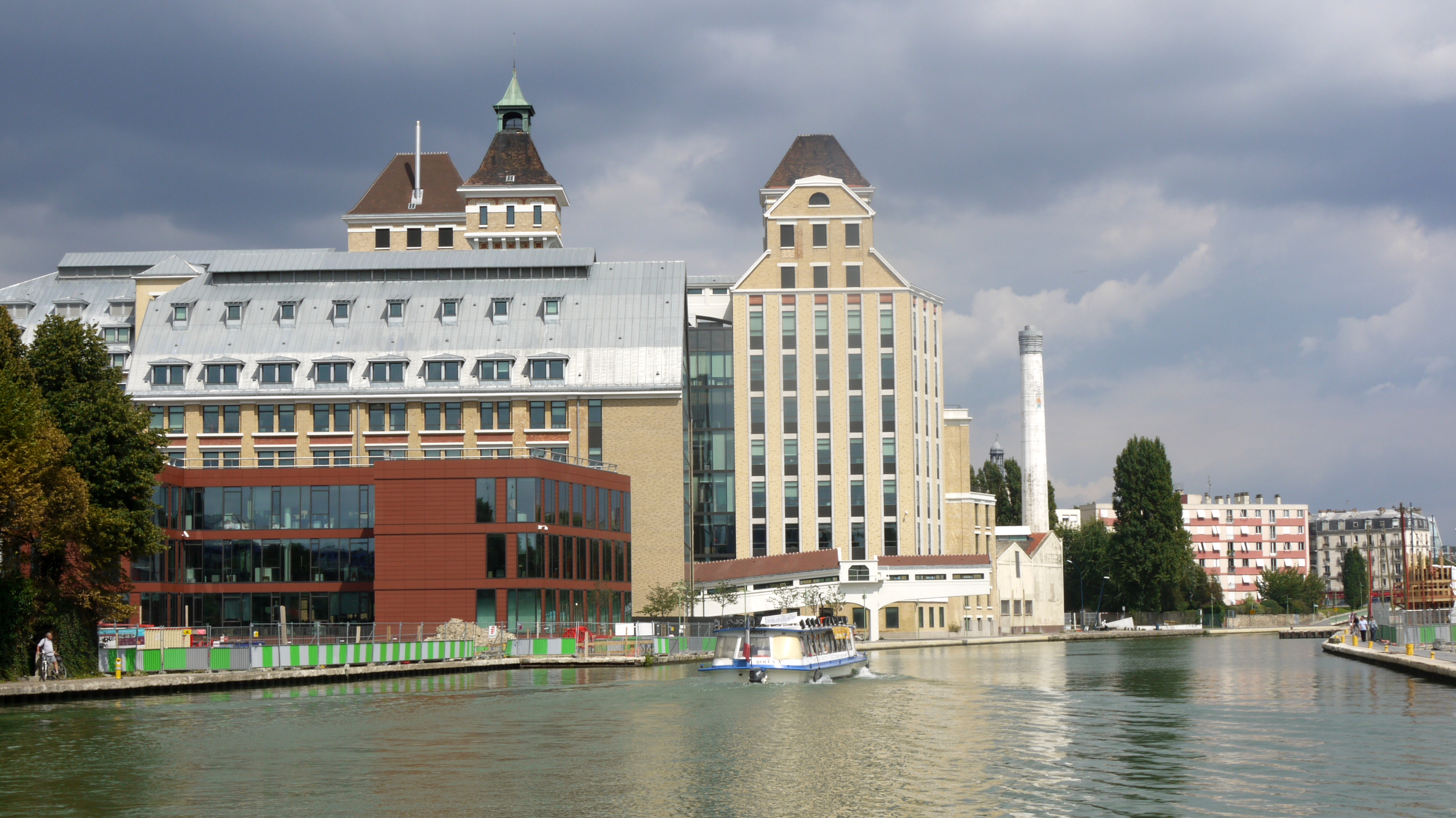
les Grands Moulins de Pantin de 1923 rénovés par Ingérop

Ingérop est née en 1992 du regroupement de deux sociétés d'ingénierie technique aux parcours complémentaires, Inter G, créée en 1945, et SEEE, fondée en 1962 au sein de la société des Grands travaux de Marseille (GTM). À la fin des années 2000, GTM, actionnaire d'Ingérop, fut absorbé par Vinci. Les cadres dirigeants du groupe Ingérop rachetèrent alors leur société au travers d'une acquisition par emprunt, avec l'appui du Crédit Lyonnais. À la fin de 2005, une acquisition par emprunt secondaire fut organisée à laquelle souscrivirent de nombreux cadres expérimentés qui rachetèrent ainsi à la banque d'investissement ses parts de la société. En mai 2008, les actionnaires ont élus Yves Metz à la présidence du groupe, succédant ainsi à Christian Delage. 
Ingérop est entièrement détenu par plus de 400 cadres et par un fonds commun de placement d'entreprise ouvert à l'ensemble de ses salariés français. Le groupe compte plus de 2300 collaborateurs répartis sur 77 implantations permanentes, près de 600 d'entre eux travaillent hors de France, majoritairement en Afrique Francophone et en Afrique Australe, au Maghreb et en Europe. Le groupe est également implanté en Amérique du Latine, au Canada et en Australie. Il participe également à des projets dans d'autres pays.

## Organisation
En 2025, Ingérop possède 45 agences et cinq directions régionales en France. Son siège est domicilié à Rueil-Malmaison (92).
Filiales d'Ingérop en France : Arcora, Actierra, Atelier des Territoires, AVLS, Axces by Ingérop, Cicad, Deltaèdre engineering, Géos Ingénieurs Conseils, Ingérop Contracting, Ingérop Life Sciences, GLI, Guez Caraïbes, Mazet & associés.

## Réalisations
Historiquement spécialisé dans le calcul de structures, dans les infrastructures, le bâtiment et l'industrie, le groupe a obtenu la maîtrise d'œuvre de nombreux bâtiments, ouvrages, espaces urbains ou maritime dont par exemple : la restauration du Grand Palais à Paris, l'Hôpital Nord Saint-Ouen, le siège du Monde, l'Hôpital Hautepierre à Strasbourg, Pasteur 2 à Nice, le lycée Gergovie à Clermont-Ferrand, la tour La Marseillaise, le site SRD à Dunkerque, l'incinérateur et la centrale de chauffage biomasse à Hürth en Allemagne, les data centers de Val-de-Reuil et Chartes pour Orange, le village des athlètes en Ile-de-France, le viaduc de Coln Valley sur la ligne HS2 en Grande-Bretagne, la réhabilitation du barrage hydroélectrique Inga en République Démocratique du Congo,...
Parmi les autres projets importants d'Ingérop, il y a :
La Canopée des Halles, le Grand Palais, le Musée du Quai de Branly, le métro du Grand Paris Express, Nanterre Cœur Université, le canal Seine-Nord Europe, Archipel, l'aéroport international de Genève, la cité scolaire de Roussillon ou le Centre Hospitalier de Pointe-à-Pitre.
Ingérop a assuré la refonte complète du process vinicole des Bodegas Alion et Pintia en Espagne ou encore celle du château Beychevelle dans le Médoc ou du château Figeac à Saint-Emilion.
Le groupe a également œuvré dans les infrastructures routières et ferroviaires en participant notamment au Duplex A86 parisien ainsi qu'au viaduc de la Severn, au pont de Riom-Antiriom ou bien le viaduc ferroviaire Vidin-Calafat entre la Bulgarie et la Roumanie ou dans le domaine ferroviaire pour les lignes nouvelles Est, Perpignan Figuéras, Bretagne-Pays-de-la-Loire ou HS2 entre Londres et Brirmingham. Ingérop travaille également sur les sujets d'urbanisation et de transports urbains. C'est notamment l'objet des travaux dans le Vieux-Port de Marseille ou à Paris dans le quartier de Bercy. Le groupe a également réalisé les tramways de Grenoble, Bordeaux, Valenciennes, celui de Grenade. Dans le secteur de l'énergie, Ingérop est un acteur majeur qui œuvre afin que l'hydrogène devienne un véritable vecteur de la transformation énergétique (train à hydrogène en région Auvergne Rhône-Alpes notamment), dans le secteur industriel, le groupe apporte ses compétences pour la conception d'usines 2.0. L'activité Ville d'Ingérop a quant à elle, dans la dynamique de nombreux projets urbains tels que Garonne-Eiffel à Bordeaux ou l'Ile Seguin à Boulogne-Billancourt, remporté le projet de réaménagement du parvis de Notre-Dame à Paris.